# Türnentalsee
Der Türnentalsee ist ein angestauter Fischteich im Gebiet der Stadt Dornhan im baden-württembergischen Landkreis Rottweil.

## Lage und Beschreibung
Der See liegt in den Oberen Gäuen im oberen Türnental, durch das der Türnenbach nordostwärts zum Heimbach läuft, einem Zufluss der Glatt. Der Türnenbach wechselt nahe dem See aus dem Unteren Muschelkalk in den Oberen Buntsandstein.
Der See liegt auf etwa 575 m ü. NHN an der linken Seite des Baches, aus dem er über Rohre mit Wasser gespeist wird und in den er auch wieder entwässert. Er ist etwa 32 Ar groß, rund 80 Meter lang und 50 Meter breit, das Einzugsgebiet des Türnenbachs bis zum See ist etwa 1,4 km² groß. Der Bach verläuft neben dem See naturnah in einer Gehölzgalerie, an beiden Talhängen steht nahe Wald und auch in Talrichtung ober- und unterhalb ist der See dicht von Bäumen gesäumt. Etwas unterhalb des Sees liegt eine Riedfläche um den Bach, etwas oberhalb im Bereich eines aufgelassenen Teiches ein baumbestandenes Feuchtgebiet mit Restwasserflächen. Der See liegt im Naturpark Schwarzwald Mitte/Nord, wenig abwärts beginnt im Tal das Landschaftsschutzgebiet Hachtel und Türnental.
Die nächsten Orte, Dornhan selbst im Süden, dessen Dorf Fürnsal im Nordosten und dessen Weiler Gundelshausen im Nordwesten, sind in Luftlinie alle zwischen einem und anderthalb Kilometer entfernt. Am einfachsten erreichbar ist der See über den asphaltierten Eisengrundweg aus Fürnsal.
Der See ist im Besitz des Angelsportvereins Dornhan-Fürnsal, der ihn schon seit 38 Jahren bewirtschaftet. Besetzt ist er mit Bach- und Regenbogenforellen, Saiblingen, Schleien, Karpfen und Flussbarschen. Am Südwestufer steht eine Hütte des Vereins, die an Sommersonntagen auch bewirtschaftet wird. Dann können auch Gäste angeln. Um den See führt ein an der Bachseite unbefestigter Rundweg und es gibt Sitzgelegenheiten.
Auf einem Messtischblatt aus dem frühen 20. Jahrhundert ist der See noch nicht vorhanden, er kann diesem zufolge erst nach 1909 angelegt worden sein.

### LUBW
Amtliche Online-Gewässerkarte mit passendem Ausschnitt und den hier benutzten Layern: Hollersee und Umgebung

Allgemeiner Einstieg ohne Voreinstellungen und Layer: Daten- und Kartendienst der Landesanstalt für Umwelt Baden-Württemberg (LUBW) (Hinweise)
1. ↑  Höhe nach dem Höhenlinienbild auf dem Hintergrundlayer Topographische Karte.
2. ↑  Seefläche nach dem Layer Stehende Gewässer.
3. 1 2  Dimensionen abgemessen auf dem Hintergrundlayer Topographische Karte.
4. ↑  Einzugsgebiet abgemessen auf dem Hintergrundlayer Topographische Karte.
5. ↑  Schutzgebiete nach den einschlägigen Layern, Natur teilweise nach dem Layer Biotop.

### Andere Belege
1. ↑  Friedrich Huttenlocher: Geographische Landesaufnahme: Die naturräumlichen Einheiten auf Blatt 178 Sigmaringen. Bundesanstalt für Landeskunde, Bad Godesberg 1959. → Online-Karte (PDF; 4,3 MB)
2. ↑  Geologie nach den Layern zu Geologische Karte 1:50.000 auf: Mapserver des Landesamtes für Geologie, Rohstoffe und Bergbau (LGRB) (Hinweise)
3. ↑  Türnentalsee verzaubert beim ersten Besuch, Artikel des Schwarzwälder Boten Bote vom 27. August 2015
4. ↑  Anlage nach 1909 nach:
Meßtischblatt 7617 Sulz (Württ.) Glatt (Preuß.) von 1909 in der Deutschen Fotothek